# Railuli (Ort)
Railuli ist ein osttimoresischer Ort in der Gemeinde Liquiçá. Das Dorf liegt im Nordwesten der Aldeia Railuli. Hier befindet sich auch der Friedhof der Aldeia. Eine Straße führt durch den Westen der Aldeia und verbindet das Dorf mit der Siedlung Manu-Lete im Süden. Der Ermela und der Anggou, Nebenflüsse des Rio Comoros, fließen nordöstlich der Siedlung. Eine Furt führt über den Anggou in den Suco Liho.